# Tuberfemurus torulisinotus
Tuberfemurus torulisinotus is een rechtvleugelig insect uit de familie doornsprinkhanen (Tetrigidae). De wetenschappelijke naam van deze soort is voor het eerst geldig gepubliceerd in 2019 door Deng.